# Narciso López (generale)
Narciso López (Caracas, 2 novembre 1797 – L'Avana, 1º settembre 1851) è stato un patriota venezuelano.
Si formò militarmente nei ranghi realisti spagnoli, combattendo per l'impero spagnolo nelle battaglie di Queseras del Medio (1818) e Carabobos (1821) della guerra d'indipendenza del Venezuela. Dopo il ritiro delle truppe spagnole dal Venezuela (1823), López si trasferì a Cuba e successivamente in Spagna, ove partecipò, con il grado di colonnello, alla prima guerra carlista a fianco dei liberali. 
Nel corso degli anni Trenta ricoprì il ruolo di rappresentante alle Cortes, per la città di Siviglia, nonché quello di governatore militare di Valencia e Madrid, sino ad acquisire il grado di generale nel 1840. 
Stabilitosi a Cuba nel 1841, si sollevò contro la Spagna, ma nel 1848 dovette rifugiarsi negli Stati Uniti. Nel 1850 tornò a Cuba con un drappello di rivoltosi, ma fu nuovamente allontanato, mentre nel 1851 con un'ulteriore spedizione prese Cárdenas. Arrestato dagli spagnoli fu accusato di tradimento e giustiziato nel Castillo de San Salvador de la Punta dell'Avana.
Le sue attività rappresentarono alcune delle prime attività di filibusterismo; l'esperienza di López strutturò una rete di relazioni che sarebbe sopravvissuta alla sua morte.